# Turk Barrett
Turk Barrett es un personaje ficticio que aparece en los cómics estadounidenses publicados por Marvel Comics. Ha tenido muchos encuentros con Daredevil, donde sus esquemas ineptos se juegan generalmente como alivio cómico.
Turk Barrett es un personaje recurrente en todas las series de Netflix del Marvel Cinematic Universe, interpretado por Rob Morgan.

## Historial de publicaciones
Turk Barrett aparece por primera vez en Daredevil (volumen 1) # 69 (octubre de 1970) y fue creado por los escritores Gary Friedrich y Roy Thomas y el artista Gene Colan.

## Biografía del personaje ficticio
Turk era un delincuente de poca monta operando en Hell's Kitchen. Roscoe Sweeney una vez envió a Barrett a pagarle a Jack Murdock para lanzar un combate de boxeo. Barrett se asoció con una pandilla callejera llamada Thunderbolts. Barrett también trabajó para Eric Slaughter. Barrett una vez robó la armadura de Macero para enfrentarse a Daredevil, sin embargo, es derrotado en segundos. Turk más tarde robó la armadura de Zancudo, ofreciendo sus servicios, pero Kingpin se negó a emplear "idiotas", y Wilbur Day contactó a Daredevil con conocimiento de cómo vencerlo. Turk pasó bastante tiempo en el Bar de Josie en la ciudad de Nueva York. Su principal asociado es "Grotto", que a menudo participa a regañadientes en los planes de Turk. Turk una vez asaltó a un Santa Claus en Navidad y tenía la intención de usar el atuendo de Yuletide para swindel en donaciones de caridad de otros. En este caso cuando fue confrontado por Matt Murdock, Turk apuñaló al desorientado Murdock seriamente, casi fatalmente, hiriendo a Matt.
Durante la historia de "Civil War II" de 2016, Turk Barrett está con Kingpin cuando oyen de un barista llamado Armand que su novia llamada Sonia desapareció. La rastrean hasta un negocio de tráfico de personas por el que trabajaban para Marko, el Hombre Montaña y el ex subordinado de Kingpin, Janus Jardeesh.
Durante la historia de 2018 "Infinity Countdown", Turk Barrett encontró la Gema Mente y comenzó a usar sus poderes para su propio beneficio. Mientras hacía una estafa de viaje compartido mientras conducía por Greenwich Village, Turk Barrett tropezó con un grupo de Skrulls atacando a algunos monjes que estaban entregando la Gema Infinita de la Mente al Doctor Strange en el Sanctum Sanctorum. Al adquirir la gema mental durante la pelea, Turk Barrett comienza a establecer un imperio criminal para que pueda llenar el vacío que quedó cuando Kingpin abandonó el negocio delictivo. Después de enfrentar brevemente a Turk, Daredevil descubre que de alguna manera puede ver nuevamente en su presencia. Turk usa la gema mental para lograr que los jueces cambien su veredicto sobre algunos delincuentes mientras obtienen su lealtad y dinero. Daredevil se enteró de los objetivos de Turk Barrett y le advirtió sobre jugar en las grandes ligas criminales. El Doctor Strange luego rastreó a Turk Barrett para quitarle la Gema Mental solo para que Turk lo evadiera. Él es uno de los titulares de la Gema del Infinito contactados por el Doctor Strange, que quiere que se unan como la Guardia del Infinito para salvaguardar las Gemas del Infinito de tales calamidades incluyendo a Thanos.
Durante la historia de "Infinity Wars", Turk asiste a una reunión de Guardia del Infinito en Central Park. El es acompañado por Bullseye, Hombre de Arena, Mancha, Tombstone y Typhoid Mary. Mientras los héroes luchan contra la forma de Réquiem de Gamora, el Doctor Strange lleva a Barrett a otra dimensión, donde el Doctor Strange convence a Turk para que entregue la Gema de la Mente.

## Otras versiones
En la línea de tiempo alternativa de la historia de 2005 "House of M", Turk Barrett es miembro de la pandilla de Willis Stryker. Después de que Stryker fue derrotado, Turk voluntariamente siguió a Luke Cage cuando tomó el control del grupo.
La versión Ultimate Marvel de Turk Barrett es un gánster. Un conocido criminal de Aaron Davis, tiene a Jefferson Davis como su principal ejecutor, y finalmente deja su territorio al imperio criminal de Wilson Fisk.
Durante la historia de Secret Wars, dos variaciones de Turk Barrett se ven en diferentes dominios de Battleworld. El primero reside en el dominio del mundo de batalla de Technopolis y es un secuaz cobarde de Kingpin. Acompañó a Kingpin a una reunión con los Diputados de Máquina de Guerra. Cuando se produjo una pelea, Turk trató de hacer una excusa para abandonar la pelea. El segundo reside en el dominio de Battleworld del Valle de la Condenación que se basa en los restos de la Tierra-51920, donde cada personaje de Marvel se representa en forma del Salvaje Oeste. Es uno de los secuaces del alcalde Wilson Fisk. Barrett y el resto de los hombres del alcalde Fisk atacan a Lobo Rojo cuando intentaba destruir la presa Roxxon. Al ser informado por Ben Urich, el sheriff Steve Rogers intervino y pudo ponerlo bajo la custodia del alguacil. Más tarde esa noche, el alcalde Fisk envió a Turk y sus hombres para atraer al Sheriff Rogers fuera del Departamento del Sheriff para que puedan matar a Red Wolf. Este plan no funcionó ya que el sheriff Rogers y Lobo Rojo pudieron matar a Turk y a los involucrados en el intento de la vida de Lobo Rojo.
En la precuela de "Viejo Logan", "Viejo Hawkeye", Turk Barrett trabaja como camarero en el bar de Josie en Paste Pot Creek y es el tío de Dwight. Más tarde es asesinado por el simbionte Venom (que posee la pandilla Madrox).

## En otros medios
- Turk Barrett aparece en la película de televisión The Trial of the Incredible Hulk, interpretado por Mark Acheson.[20] Esta versión es notablemente caucásica en lugar de afroamericano.[21]
- Turk Barrett es un personaje recurrente en todas las series de Netflix del Marvel Cinematic Universe, interpretado por Rob Morgan. Esta versión del personaje se representa como un alivio cómico, siempre está sujeto a desgracias cada vez que aparece:[22]
  - Turk aparece por primera vez en Daredevil. En la temporada 1, es un ejecutor de Wilson Fisk, y se dedica a la trata de personas y el tráfico de armas.[23] Él tiene fama de ser sombrío, como en "Rabbit in a Snowstorm", se le mostró vendiendo un arma a uno de los asesinos de Fisk, solo para que la pistola se atasque al usarlo para un golpe a pesar de que Turk prometió que no sería un problema.[24] Después de que Fisk mata a Anatoly Ranskahov por interrumpir la cita de Fisk con Vanessa Marianna y comienza a hacer movimientos para eliminar a Vladimir Ranskahov, James Wesley envía un mensaje a Vladimir para provocar la reunión de sus hombres en lugares individuales donde Fisk procede a atacarlos con atacantes suicidas.[25] En el final de la temporada 1, Turk se encuentra entre los arrestados por el FBI por su asociación con el imperio de Fisk.[26] En la temporada 2, Turk ha hecho la libertad condicional y ha vuelto a traficar con armas de fuego. Él aparece por primera vez en el estreno de la temporada 2 cuando Daredevil cierra un trato de armas entre Turk y algunos ladrones emprendedores para obtener información sobre el ataque reciente de Punisher contra el Irish Kitchen. Más tarde en el final de la temporada 2, Turk es secuestrado por La Mano como parte de una trampa que Nobu ha establecido para Matt y Elektra. Casi pierde un pie después de que Karen Page active su brazalete de libertad condicional para alertar a la policía, pero Matt aparece e interviene antes de que eso suceda.[27]
  - Turk vuelve a aparecer en Luke Cage.[28] En la temporada 1, aparece por primera vez en "Code of the Street", donde ocasionalmente visita la barbería de Pop en Harlem para jugar al ajedrez con Bobby Fish. La detective Misty Knight se muestra familiarizada con las actividades delictivas de Turk cuando ella y Rafael Scarfe se cruzan con él en la acera fuera de la barbería. Turk es responsable indirectamente de poner en marcha una guerra de pandillas en Harlem, ya que saca a Tone de la seducción de Chicomouth, el secuaz de Cottonmouth, en la barbería. Esto hace que Tone suba a la barbería con ametralladoras gemelas, hiriendo a Chico y matando a Pop. Cuando Turk bloquea una reunión que Cottonmouth está teniendo con Tone, Mariah Dillard y Shades Alvarez para pedirle a Tone el dinero que le habían prometido, Cottonmouth mata a Tone arrojándolo del techo del Harlem's Paradise, y luego envía a Turk sin su dinero.[29] Turk no aparece nuevamente hasta el penúltimo episodio de la temporada 1, donde se lo ve haciendo negocios con Diamondback. Él está establecido para ser versado en la mitología griega, ya que tiene que explicarle a Zip lo que significa Diamondback al describir su reciente enfrentamiento con Shades como " mierda de Ícaro". Más adelante en el episodio, Luke Cage rastrea a Turk y lo atrapa en un contenedor de basura después de asustarlo para que abandone el almacén de Diamondback.[30]
  - Turk hace una aparición en The Defenders episodio "Mean Right Hook". Luke, que busca ayudar a un hermano de la difunta Candace Miller como un favor para Misty, se encuentra con Turk hablando con un policía encubierto en un sórdido bar de Harlem conocido como Trouble in a Pair of Dice, y lo interroga para obtener información sobre una cadena reciente de asesinatos que La Mano ha estado cometiendo en Harlem. Después de cierta persuasión, le dice a Luke que ha visto a los muertos trabajar con un nuevo jugador (más tarde se reveló que es Sowande, uno de los cinco Dedos que componen el liderazgo de La Mano) que se mudó desde que Diamondback fue arrestado, conocido en las calles como "Sombrero blanco" a causa de su ropa. Luke usa la información de Turk y atrapa a Sowande, que recoge un equipo de limpieza para destruir los cuerpos de las víctimas de la Mano, y finalmente se cruza con Danny Rand.[31]
  - En The Punisher episodio "Resupply",[32] Frank Castle, actuando en Intel de David Lieberman, persigue a Turk para buscar armas, solo para descubrir que los envíos de Turk han disminuido aparte de un Ruger Mini-14 rosado, debido a la mayor parte de se vende a algunos criminales griegos. Frank se conforma con aturdir a Turk y lo deja inconsciente en lugar de matarlo, y se ve obligado a interrumpir una operación de DHS para obtener armas.[33] Barrett aparece en la segunda temporada. A pesar de haber seguido en línea recta, Frank todavía lo recluta para que se acerque a los rusos. Lo descubren y lo obligan a atraer a Frank a una trampa, aunque Castle lo ve venir.[34]
  - En el episodio de la segunda temporada de Jessica Jones "AKA Pray For My Patsy", Jeri Hogarth compra un revólver de Turk como parte de su venganza contra Inez Green y su estafador novio Shane Ryback. También se revela que Turk es uno de los clientes de Jeri, e insinuó que ella hizo que se redujeran sus cargos criminales por su trabajo con Fisk.[35]
  - Volviendo a la temporada 2 de Luke Cage, Turk aparece en "The Main Ingredient", donde se revela que abrió una tienda de marihuana. Luke y Danny visitan a Turk en su tienda y lo intimidan para que abandone la ubicación de un almacén operado por pandilleros jamaiquinos que trabajan para Bushmaster y que están cultivando su solanáceidad.[36]
  - En el episodio de la segunda temporada de Iron Fist, "War Without End", se ve a Turk vendiendo armas a Ward Meachum y Mary Walker, quienes intentan rescatar a Joy Meachum del cautiverio de Davos.[37]